# Bakoye
Bakoye (nebo také Bakoy) je řeka v západní Africe, která protéká na území Guineje a Mali. Název řeky v jazyce Mandinků znamená bílá řeka. U města Bafoulabé se Bakoye spojuje s řekou Bafing a vytváří veletok Senegal. Délka toku činí 560 km. Povodí řeky má rozlohu 85 600 km².

## Průběh toku
Řeka pramení v severovýchodní části Guineje v pohoří Monts Ménien v nadmořské výšce okolo 760 m. Horní tok řeky, který směřuje převážně na sever, tvoří v krátkém úseku přirozenou hranici mezi Guineou a Mali. Na středním a dolním toku proudí na severozápad až k soutoku s řekou Bafing u města Bafoulabé. Na řece se nachází velké množství peřejí a vodopádů.

### Větší přítoky
Největším přítokem je řeka Baoulé, která přitéká zprava. V místě soutoku je delší a má mnohem větší povodí než samotná řeka Bakoye. Je však méně vodná, neboť protéká srážkově chudší oblastí.

## Vodní režim
Průměrný průtok řeky u ústí činí 170 m³/s. Nejnižší množství vody má v dubnu a v květnu, kdy téměř pravidelně vysychá. Nejvyšších vodních stavů dosahuje v srpnu a v září.
Průměrné měsíční průtoky řeky ve stanici Toukoto v letech 1952 až 1990:
Průměrný průtok řeky ve stanici Toukoto (nad soutokem s řekou Baoulé) během let 1952 až 1990 činil 76 m³/s.